# Odontellodes thaumus
 (octobre 2019).
Genre
Espèce
Synonymes
- Odontella thauma Börner, 1909

Odontellodes thaumus, unique représentant du genre Odontellodes, est une espèce de collemboles de la famille des Odontellidae.

## Distribution
Cette espèce est endémique du Japon.

## Publication originale
- Börner, 1909 : Japans Collembolenfauna. (Vorläufige Mitteilung). Sitzungsberichte der Gesellschaft Naturforschender Freunde zu Berlin, vol. 1909, no 2, p. 99-135 (texte intégral).
- Stach, 1949 : The Apterygotan fauna of Poland in relation to the world-fauna of this group of insects. Families: Neogastruridae and Brachystomellidae. Acta monographica Musei Historiae Naturalis, Kraków, p. 1-341.